# 刀 (1995年電影)
《刀》是由徐克執導的1995年香港武俠電影，主演陣容包括趙文卓、熊欣欣、蘇翠玉（桑妮）、陳豪、惠天賜，周嘉玲主演。此片被廣泛視為徐克最佳電影之一，也深受著名導演昆汀·塔伦蒂诺的愛戴。

## 剧情
炼锋号铸刀厂大弟子定安（赵文卓饰）被师父选为继承人，后来他知晓了父亲乃惨死于马贼恶汉飞龙（熊欣欣饰）刀下，大殿供奉的断刀正是亡父的遗物。定安带断刀出走，师父女儿向灵（蘇翠玉（桑妮）饰）为爱而追寻，却被马贼所掳，定安舍身相救时竟不幸右手被斩堕下山崖......

## 演员
| 演员           | 角色   | 备注                           |
| 趙文卓         | 黎定安 | 煉鋒號刀廠打刀工               |
| 熊欣欣         | 飛龍   |                                |
| 蘇翠玉（桑妮） | 小靈   | 成人時的小靈                   |
| 雪妮           | 小靈   | 年老時的小靈（客串演出）       |
| 惠天賜         |        | 煉鋒號刀廠老闆，小靈父親       |
| 陳豪           | 鐵頭   | 煉鋒號刀廠打刀工               |
| 鍾碧霞         | 黑頭   | 孤兒，救治黎定安之女子         |
| 朱永棠         |        | 飛龍手下，死於小靈父親刀下     |
| 周嘉玲         |        | 鐵頭愛慕之女子，遭黎定安誤殺   |
| 謝天華         | 骷髏   | 馬賊首領                       |
| 錢似鶯         |        |                                |
| 陳志輝         |        | 刀販                           |
| 陳榮宗         |        | 和尚，出手阻止獵戶後遭暗算身亡 |
| 司馬華龍       | 華叔   | 帶馬賊偽裝進煉鋒號刀廠         |
| 易天雄         |        |                                |
| 黃英華         |        |                                |
| 元彬           |        | 獵戶首領                       |
| 鄒兆龍         | 黎不悔 | 黎定安父親，遭飛龍殺害         |
| 詹小玲         |        | 煉鋒號刀廠打刀工，遭馬賊殺害   |
| 何家駒         |        |                                |
| 王文成         |        |                                |
| 李道瑜         |        |                                |
| 黎靖雪         |        |                                |
| Charles Shen   |        | 馬賊，死於黎定安刀下           |
| 蘇偉南         |        | 煉鋒號刀廠打刀工，遭馬賊殺害   |
| 李達超         |        | 煉鋒號刀廠打刀工，遭馬賊殺害   |
| 黃凱森         |        | 在客棧欲殺鐵頭，不敵被殺       |
| 蔡國平         |        | 獵戶                           |
| 韓平           |        | 煉鋒號刀廠打刀工               |
| 羅偉佳         |        | 煉鋒號刀廠打刀工               |
| 八兩金         |        | 獵戶                           |
| 劉冬青         |        | 煉鋒號刀廠打刀工               |
| 李健           |        | 飛龍手下                       |
| 陳中泰         |        | 飛龍手下                       |
| 鄭繼宗         |        | 飛龍手下                       |
| 狂龍           |        | 馬賊，虜小靈時死於黎定安刀下   |

## 獎項

### 提名
- 第15屆香港電影金像獎

- 「最佳服裝造型設計獎」：張叔平
- 「最佳動作設計獎」：元彬、孟海、董瑋

### 榮獲
- 第2屆香港電影評論學會大獎

- 「推薦電影」

## 電影歌曲
| 曲別   | 歌曲     | 作曲 | 填詞 | 編曲             | 演唱   |
| ------ | -------- | ---- | ---- | ---------------- | ------ |
| 主題曲 | 《傷痛》 | 三木 | 三木 | Ricky Ho（何國杰） | 葉蒨文 |

## 外部連結
- 香港影庫上《刀》的資料（繁體中文）
- 開眼電影網上《刀》的資料（繁體中文）
- 豆瓣电影上《刀》的資料 （简体中文）
- 时光网上《刀》的資料（简体中文）
- AllMovie上《刀》的资料（英文）
- 爛番茄上《刀》的資料（英文）
- 互联网电影数据库（IMDb）上《刀》的资料（英文）